# Wojciech Siemaszko
Wojciech Siemaszko (ur. 6 sierpnia 1897 w Sieniawie, zm. 12 października 1920 w bitwie pod Korosteniem) – podporucznik kawalerii Wojska Polskiego, uczestnik I wojny światowej i wojny polsko-bolszewickiej, działacz niepodległościowy, kawaler Orderu Virtuti Militari.

## Życiorys
Urodził się 6 sierpnia 1897 w Sieniawie, w ówczesnym powiecie nowotarskim Królestwa Galicji i Lodomerii, w rodzinie aktorów: Antoniego (1861–1924) i Wandy z Sierpńskich (1867–1947). Absolwent szkoły realnej we Lwowie. Od sierpnia 1914 w Legionach Polskich jako żołnierz 2 pułku ułanów Legionów Polskich. Od listopada 1920 już w odrodzonym Wojsku Polskim. 5 czerwca 1919 jako podoficer byłych Legionów Polskich pełniacy służbę w 6 pułku ułanów Jazdy Lwowskiej został mianowany z dniem 1 maja 1919 podporucznikiem kawalerii. Później został przeniesiony do 2 pułku ułanów grochowskich, z którym brał udział w walkach na froncie wojny polsko-bolszewickiej.
Szczególnie odznaczył się w walce o Korosteń, w którym „na czele swojego oddziału stawił czoło niespodziewanemu atakowi kilkakrotnie silniejszego przeciwnika, następnie kontratakiem przełamał linię obrony piechoty bolszewickiej. Zginął na polu walki”. Za tę postawę został odznaczony pośmiertnie Orderem Virtuti Militari.
19 stycznia 1921 został pośmiertnie zatwierdzony z dniem 1 kwietnia 1920 w stopniu rotmistrza w kawalerii, w grupie oficerów byłych Legionów Polskich.
Był kawalerem, dzieci nie miał.

## Ordery i odznaczenia
- Krzyż Srebrny Orderu Wojskowego Virtuti Militari nr 4017 – pośmiertnie 30 czerwca 1921[9][5][10][11]
- Krzyż Niepodległości – pośmiertnie 7 lipca 1931 „za pracę w dziele odzyskania niepodległości”[12][13][14]
- Krzyż Walecznych – pośmiertnie 16 września 1922 „za udział w b. Legionach Polskich”[15][16]